# اللاعب (مسلسل كوري جنوبي)
اللاعب (بالكورية: 플레이어)؛ هو مسلسل تلفزيوني كوري جنوبي، من بطولة سونغ سيونغ-هيون، كريستال، لي سي-ايون وتاي وون-سوك. عرض على قناة أو سي إن من 29 سبتمبر إلى 11 نوفمبر 2018 ، كل اليوم والسبت والأحد الساعة 22:20 (KST). عرض الموسم 2 على تي في إن في 3 يونيو الى 9 يوليو 2024، تم بثه يومي الاثنين والثلاثاء.
في يوليو 2022 ، تم تجديد المسلسل للموسم الثاني.

## نظرة عن السلسلة

ملصق الموسم الاول

| الموسم | الموسم | الحلقات | الحلقات | البث الأصلي    | البث الأصلي    | البث الأصلي | الفترة الزمنية                        |
| الموسم | الموسم | الحلقات | الحلقات | البث الأول     | البث الأخير    | الشبكة      | الفترة الزمنية                        |
| ------ | ------ | ------- | ------- | -------------- | -------------- | ----------- | ------------------------------------- |
|        | 1      | 14      | 14      | 29 سبتمبر 2018 | 11 نوفمبر 2018 | او سي ان    | الجمعة · السبت / 10:00 مساءً (KST)     |
|        | 2      | 12      | 12      | 3 يونيو 2024   | 9 يوليو 2024   | تي في ان    | الاثنين · الثلاثاء / 10:00 مساءً (KST) |

## القصة
قصة اربعه أفراد موهوبين في مجالات تخصصهم الذين يشكلون فريق النخبة لحل الجرائم بالشراكة مع مدعي العام صالح. معا، يصادرون الأموال السوداء ويتأكدون من أن أولئك الذين يكسبون المال من خلال الجرائم سيتم القبض عليهم.

### الموسم 2
هي دراما سرقة تدور أحداثها حول مجموعة من النصابين الموهوبين الذين يستهدفون الأثرياء والفاسدين من خلال سرقة الأموال القذرة التي تم الحصول عليها بوسائل غير قانونية.

## طاقم
- سونغ سيونغ هيون في دور كانغ هاي ري / كوي سو هيوك، هو محتال مخضرم من عائلة من المحققين ولد جريئًا وموهوبًا بالكلمات.
- كريستال جونغ في دور تشا آه ريونغ، سائقة ماهرة نشأت في دار للأيتام بعد أن هجرها والديها (الموسم 1).[10]
- لي سي-ايون في دور ليم بيونغ مين، هو قرصان موهوب كان له ماضٍ مع الرئيس تشون.[11]
- تاي وون سوك في دور دو جين وونغ.[12]

#### الموسم 2
- جانغ جيو-ري في دور تشا جي يي[13]
- أوه يون سيو في دور جونغ سو مين[14]

### أخرون
- كيم وون هاي في دور المدعي العام جانغ إن جيو، المدعي العام الذي تعاون مع هاي-ري وفريقه.
- هوه جون هو في دور تشوي هيون جي، والد ها-ري وقائد السابق.
- يو يي بين في دور تشو يون هي، الطبيبة والشخص الوحيد التي تعرف ماضي ها-ري.[15]

## المشاهدات
| الموسم | الموسم | رقم الحلقة | رقم الحلقة | رقم الحلقة | رقم الحلقة | رقم الحلقة | رقم الحلقة | رقم الحلقة | رقم الحلقة | رقم الحلقة | رقم الحلقة | رقم الحلقة | رقم الحلقة | رقم الحلقة | رقم الحلقة | المتوسط |
| الموسم | الموسم | 1          | 2          | 3          | 4          | 5          | 6          | 7          | 8          | 9          | 10         | 11         | 12         | 13         | 14         | المتوسط |
| ------ | ------ | ---------- | ---------- | ---------- | ---------- | ---------- | ---------- | ---------- | ---------- | ---------- | ---------- | ---------- | ---------- | ---------- | ---------- | ------- |
|        | 1      | 1.217      | 1.381      | 1.136      | 1.165      | 1.003      | 1.171      | 1.122      | 1.221      | 1.200      | 1.169      | 0.928      | 0.958      | 1.117      | 1.515      | 1.165   |
|        | 2      | 0.940      | 0.911      | 0.905      | 0.671      | 0.0.805    | 0.757      | 0.866      | 0.913      | 0.778      | 0.860      | 0.920      | 0.952      | غ/م        | غ/م        | 0.857   |

### الموسم 1
| الحلقات | تاريخ البث     | نيلسن كوريا       | نيلسن كوريا |
| الحلقات | تاريخ البث     | على الصعيد الوطني | سيئول       |
| ------- | -------------- | ----------------- | ----------- |
| 1       | 29 سبتمبر 2018 | 4.474%            | 5.226%      |
| 2       | 30 سبتمبر 2018 | 4.876%            | 5.638%      |
| 3       | 6 أكتوبر 2018  | 4.092%            | 4.433%      |
| 4       | 7 أكتوبر 2018  | 4.186%            | 4.180%      |
| 5       | 13 أكتوبر 2018 | 3.720%            | 4.196%      |
| 6       | 14 أكتوبر 2018 | 4.573%            | 5.097%      |
| 7       | 20 أكتوبر 2018 | 4.415%            | 5.393%      |
| 8       | 21 أكتوبر 2018 | 4.904%            | 5.302%      |
| 9       | 27 أكتوبر 2018 | 4.723%            | 5.531%      |
| 10      | 28 أكتوبر 2018 | 4.640%            | 4.928%      |
| 11      | 3 نوفمبر 2018  | 3.993%            | 4.425%      |
| 12      | 4 نوفمبر 2018  | 3.879%            | 4.116%      |
| 13      | 10 نوفمبر 2018 | 4.553%            | 4.780%      |
| 14      | 11 نوفمبر 2018 | 5.803%            | 6.249%      |
| متوسط   | متوسط          | 4.488%            | 4.964%      |

### الموسم 2
| الحلقات | تاريخ البث    | نيلسن كوريا       | نيلسن كوريا |
| الحلقات | تاريخ البث    | على الصعيد الوطني | سيئول       |
| ------- | ------------- | ----------------- | ----------- |
| 1       | 3 يونيو 2024  | 4.185%            | 4.658%      |
| 2       | 4 يونيو 2024  | 3.966%            | 4.065%      |
| 3       | 10 يونيو 2024 | 4.188%            | 4.310%      |
| 4       | 11 يونيو 2024 | 3.537%            | 3.594%      |
| 5       | 17 يونيو 2024 | 3.531%            | 3.722%      |
| 6       | 18 يونيو 2024 | 3.570%            | 3.519%      |
| 7       | 24 يونيو 2024 | 3.810%            | 4.178%      |
| 8       | 25 يونيو 2024 | 3.789%            | 3.752%      |
| 9       | 1 يوليو 2024  | 3.681%            | 3.785%      |
| 10      | 2 يوليو 2024  | 3.929%            | 4.302%      |
| 11      | 8 يوليو 2024  | 4.096%            | 3.953%      |
| 12      | 9 يوليو 2024  | 4.344%            | 4.446%      |
| متوسط   | متوسط         | 3.886%            | 4.024%      |

## روابط خارجية
- اللاعب على موقع IMDb (الإنجليزية)
- اللاعب على موقع كينوبويسك (الروسية)
- اللاعب على موقع قاعدة بيانات الفيلم (الإنجليزية)